# Ak-Chin Village
Ak-Chin Village (o'odham  ʼAkĭ Ciñ) és una concentració de població designada pel cens del Comtat de Pinal a l'estat d'Arizona (Estats Units d'Amèrica).

## Demografia
Segons el cens dels Estats Units del 2000 Ak-Chin Village tenia 669 habitants, 197 habitatges, i 157 famílies La densitat de població era de 24,6 habitants/km².
Dels 197 habitatges en un 49,7% hi vivien nens de menys de 18 anys, en un 39,6% hi vivien parelles casades, en un 28,9% dones solteres, i en un 19,8% no eren unitats familiars. En el 17,3% dels habitatges hi vivien persones soles l'1,5% de les quals corresponia a persones de 65 anys o més que vivien soles. El nombre mitjà de persones vivint en cada habitatge era de 3,4 i el nombre mitjà de persones que vivien en cada família era de 3,81.
Per edats la població es repartia de la següent manera: un 41,4% tenia menys de 18 anys, un 10% entre 18 i 24, un 30,5% entre 25 i 44, un 14,2% de 45 a 60 i un 3,9% 65 anys o més.
L'edat mediana era de 24 anys. Per cada 100 dones de 18 o més anys hi havia 85,8 homes.
La renda mediana per habitatge era de 23.897 $ i la renda mediana per família de 28.125 $. Els homes tenien una renda mediana de 19.545 $ mentre que les dones 21.875 $. La renda per capita de la població era de 8.389 $. Aproximadament el 24,8% de les famílies i el 26,8% de la població estaven per davall del llindar de pobresa.

## Poblacions properes
El següent diagrama mostra les poblacions més properes.